# Spjutmossa
Spjutmossa (Calliergonella cuspidata) är en bladmossart som beskrevs av Leopold Loeske 1911. Spjutmossa ingår i släktet Calliergonella och familjen Amblystegiaceae. Arten är reproducerande i Sverige. Inga underarter finns listade i Catalogue of Life.

## Bildgalleri

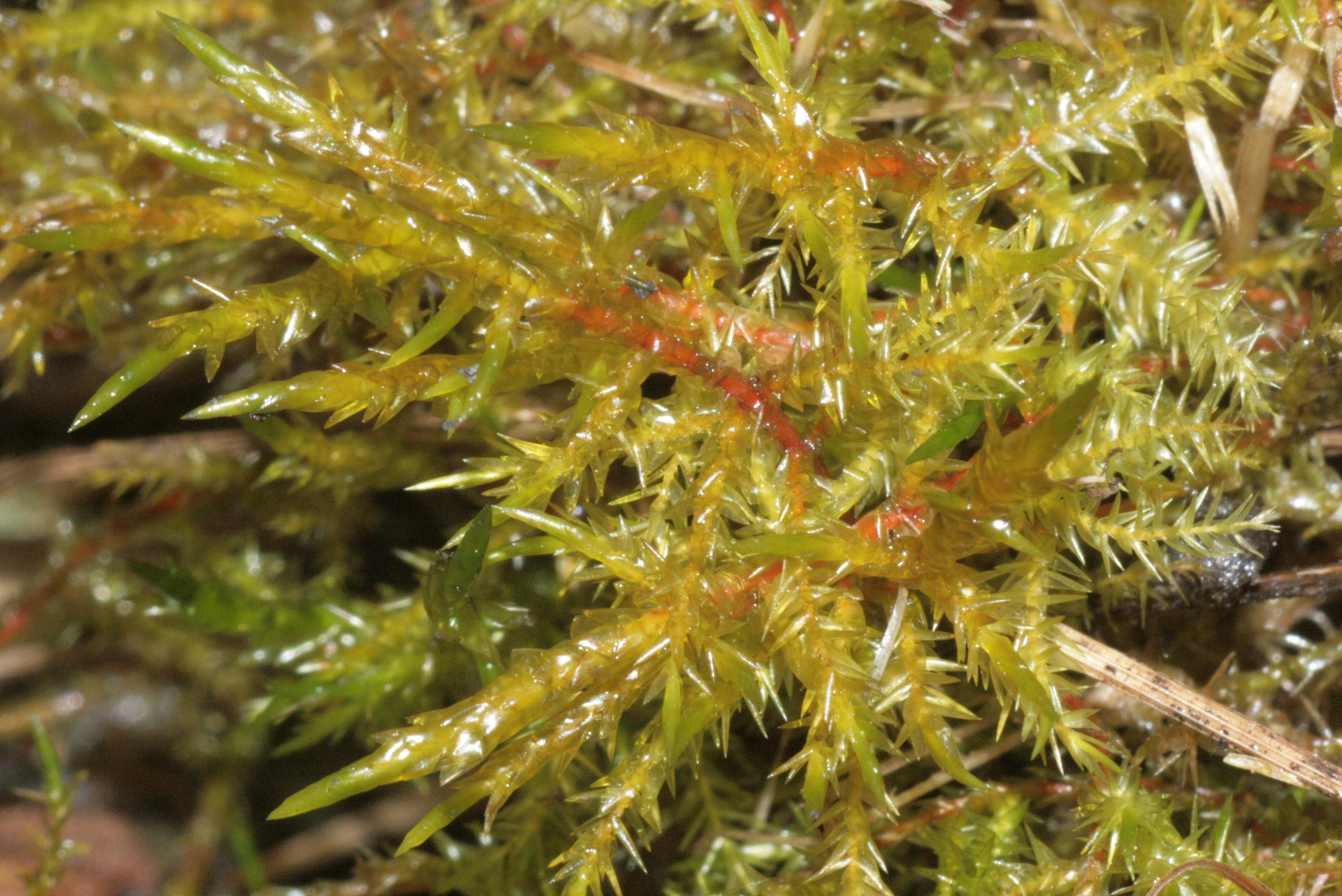
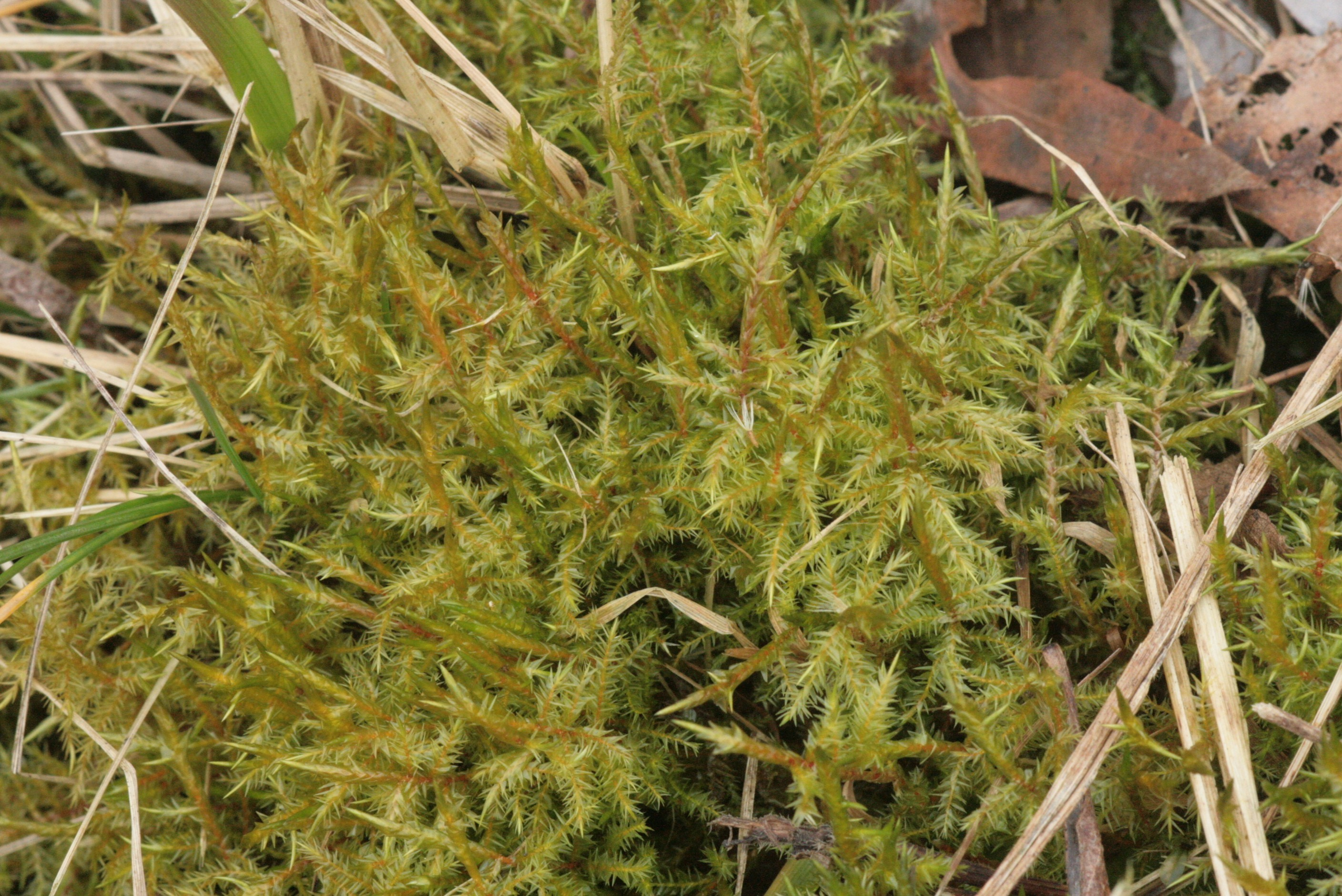
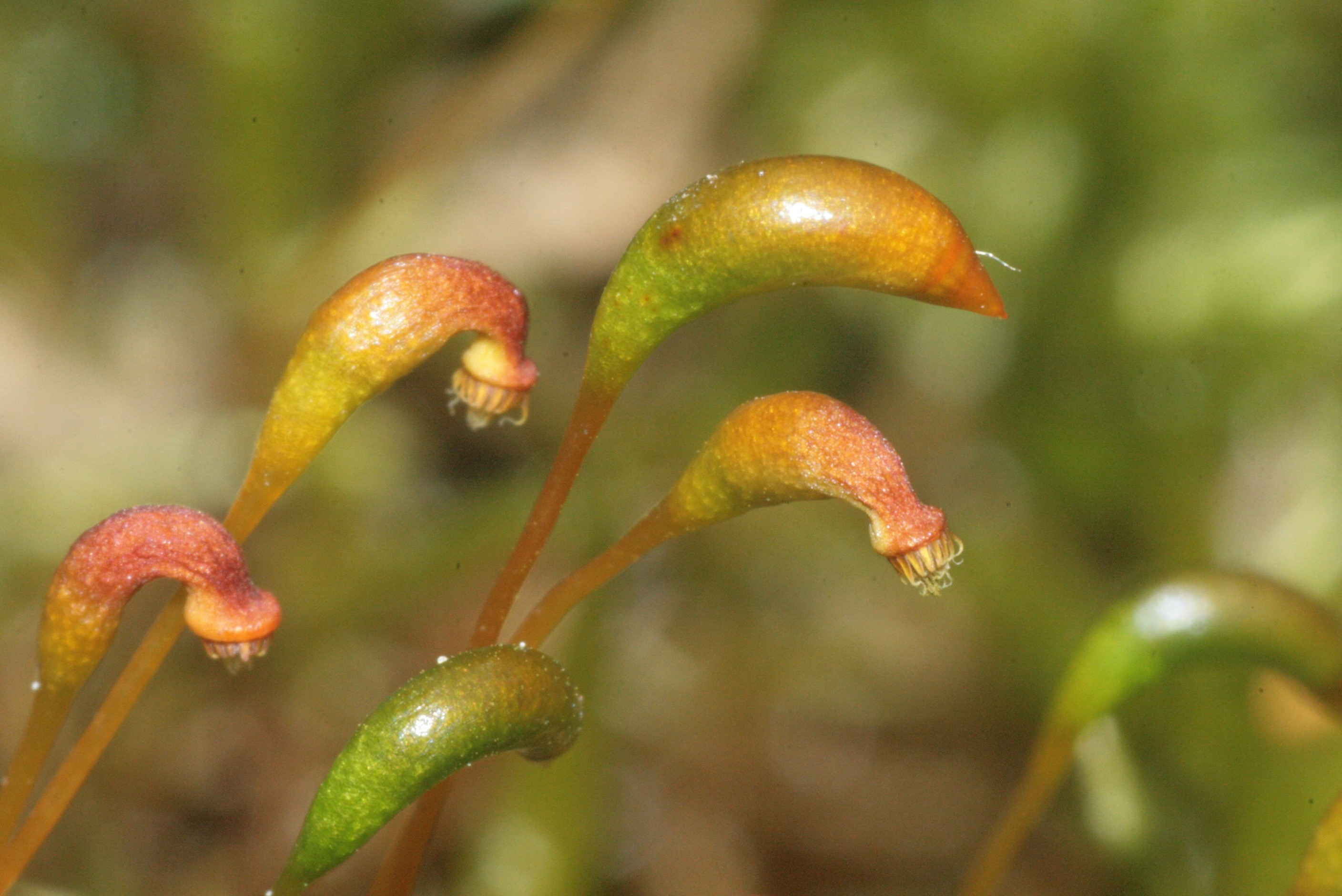
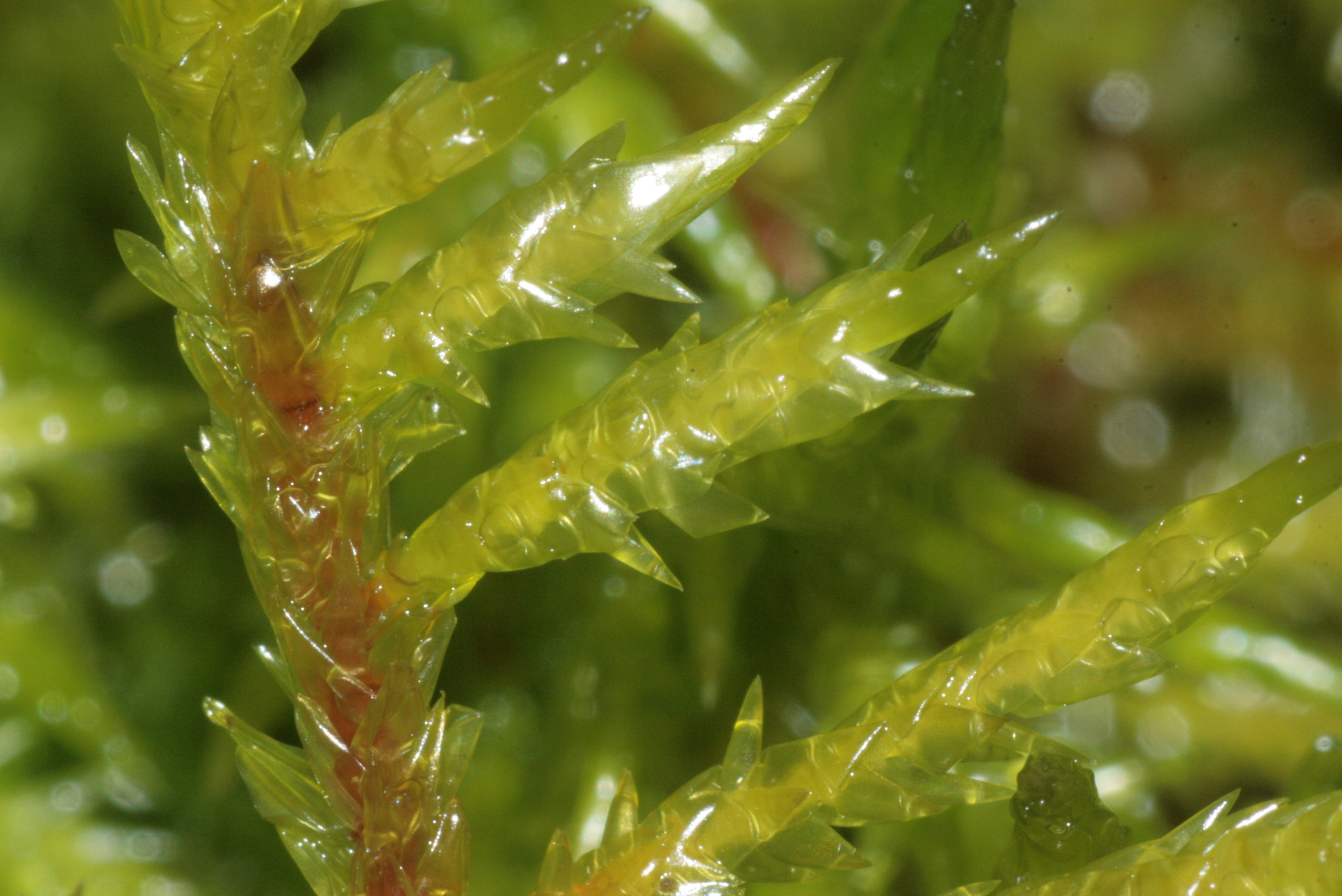